# Comunidade bissexual

Bandeira do orgulho bissexual, um símbolo comum da comunidade organizada Bissexual.

O conceito da comunidade bissexual é muito complexo e controverso.
Os bissexuais estão na situação peculiar de receber o ódio, a desconfiança, ou a negação, chamada bifobia, de elementos tanto das populações heterossexuais como de homossexuais. Há naturalmente algum elemento da sensação geral de antiLGBT, mas algumas pessoas insistem que a pessoa bissexual é insegura das suas sensações verdadeiras, que eles estão experimentando ou atravessando "uma fase", e que eles conseqüentemente fazem ou devem "decidir" ou "descobrir" a que gênero (singular) eles são sexualmente atraídos.

## Definindo a comunidade
Há certamente culturas sexuais de minoria que são compartilhadas por uma fração substancial da população de minoria dada. Mas há também a gente na população que não compartilha na cultura.
As redes sociais de algumas pessoas bissexuais, às vezes chamadas gays - ou identificado por lésbica bissexuais, são pesadamente concentradas dentro das comunidades LGBT. Mas os outros, às vezes chamados de hetero identificado bissexuais, podem participar raramente na cultura LGBT. E ainda há outros que decidem manter os seus contatos sociais primários principalmente com outra gente bissexual.
Mas outras pessoas são inteiramente geograficamente ou socialmente isolada de outras pessoas bissexuais, ou não sentem que as suas conexões sociais aos seus amigos bissexuais são diferentes daqueles que eles têm com os seus amigos heterosexuais e homossexuais.
Assim é possível conceber uma cultura mundial ou cultura local bissexual ou rede social, mas que não necessariamente inclui toda pessoa bissexual na área. Há também uma distinção potencial a ser feita entre rede social de alguém e rede sexual de alguém (ou o universo de parceiros sexuais possíveis).
Alguns questionam a noção de ideia de compartilhar uma "comunidade" com uma pessoa que nunca encontrou de fato (pessoalmente ou à distância). Mas outros advogados insistem que toda pessoa bissexual (e possivelmente os seus aliados) é parte de uma comunidade global de um modo ou de outro.
Esta cultura comum geralmente celebra o orgulho, a diversidade, a individualidade, e a sexualidade. Muitos participantes encontram-no um antídoto fresco ao ódio, discriminação, bifobia, apagamento bissexual, atitudes negativas sexuais e pressões de conformismo que eles às vezes encontram em outras sociedades nas quais a pessoa bissexual vive e interage.